# Crescencio Muñoz Hernández
Crescencio Muñoz Hernández (Sartajada, 1918 - Pàmies,19 novembre 1967) va ser un anarcosindicalista espanyol exiliat. Durant la Segona Guerra Mundial, va formar part de La Resistència a la Catalunya del Nord (Maquis) i es va distingir per les seves accions de combat contra el Govern de Vichy i l'ocupació Nazi. Va rebre la Creu de Guerra.
Nascut a Sartajada (Toledo), durant la Guerra Civil, amb només 17 anys, va lluitar al bàndol de l'Exèrcit popular de la República. A l'hivern de 1939, va marxar a l'exili amb la La retirada.
El maig de 1940, les tropes de Hitler van envaïr França, el 14 de juny van ocupar París i una setmana més tard, Pétain va firmar l'Armistici. El 10 de juliol va quedar instaurat el Govern de Vichy. Des d'aquell moment es van mobilitzar nombrosos grups clandestins de diferents ideologies, que van combatre sense treva, amb tàctiques de guerrilla, contra el Govern col.laboracionista i les tropes de la Wehrmacht.
Muñoz va formar part del Grup de Treballadors Inmigrants que operaven a l'Arieja. Tenien la base en una masia de Dalon, situada en una zona boscosa de difícil accés, regentada per Ramón Puigsech Homs, ex alcalde republicà de Tordera i la seva família. Allà va conèixer Hermínia Puigsech, la filla de només 17 anys, que actuava, a temps complet, com una petit soldat de la Resistència.
Crescencio Muñoz, tinent de la 3a.Brigada de Guerrillers espanyols, va participar en nombroses accions de guerrilla i sabotatge contra les tropes alemanyes i en els combats per l'alliberament de Lavelhanet, Pàmies, Varilhas, Praiòls i altres comunes de la regió. Va tenir un paper capdal en la batalla i rendició de Foix, quan va aconseguir ser el primer en arribar al castell, despenjar la bandera nazi i substituir-la per una bandera republicana espanyola. També es va distingir en els combats de Rimont i Castethnau de Durban, on va tenir lloc la capitulació definitiva de l'exèrcit alemany a l'Arieja.
El 1944 va voler participar en el projecte d'Invasió de la Vall d'Aràn. Va entrar des d'Ausat per la vall de Vic de Sòs, però a Andorra va ser ferit per un'allau de pedres i va haver de ser evacuat.
Al final de la Segona Guerra Mundial, Crescencio Muñoz i Hermínia Puigsech es van casar i van tenir dos fills, Numen i Luzbel. Per les seves accions militars, va ser condecorat amb la Creu de Guerra. El 1967 va morir víctima d'un accident laboral a la mina on treballava.
El 2009 Hermínia Muñoz Puigsech, la seva vídua, també va ser condecorada amb la Legió d'honor i l'escola de Vernhòla va rebre el seu nóm.